# Anuppur (district)
Anuppur is een district van de Indiase staat Madhya Pradesh. Het district is op 15 augustus 2003 ontstaan en was daarvoor onderdeel van het district Shahdol. Het district had in 2001 teruggerekend 667.155 inwoners Het bestuurlijk centrum is Anuppur.
Bijna de helft van de bevolking behoort tot de Adivasi en andere achtergestelde bevolkingsgroepen (Scheduled castes and scheduled tribes). Het district is heuvelachtig en bebost. De bron van de rivier de Narmada bevindt zich in Amarkantak in de Maikala-heuvels, op de grens van de staat Chhattisgarh. 